# João Talone
João Luís Ramalho [da Costa] Carvalho Talone GOM (Lisboa, 27 de outubro de 1951), 6.º Visconde de Ribamar, é um engenheiro e gestor português.

## Biografia
Licenciado em Engenharia Civil pelo Instituto Superior Técnico da Universidade Técnica de Lisboa, em 1974, tem o MBA pela UNL e o Advanced Management Program pela Harvard Business School (2002). 
É o atual presidente do Conselho de Administração da Magnum Capital e Administrador da São Roque (Famalicão).
Foi membro do Conselho Consultivo do Banco de Portugal (2018-2020). Foi membro do Conselho de Administração da Fundação Alfredo de Sousa (Nova SBE) (2017-2020).
Foi ainda Presidente do Conselho Geral e de Supervisão da EDP (2021-2024)
Ao longo da sua carreira exerceu funções em diversos setores, como a banca e seguros, fundos de investimento, turismo, e capital privado (Private Equity). Foi presidente do Conselho de Administração e da Comissão Executiva do BCP Seguros (1988-1991), administrador do BCP Investimentos (1991-2001) e do Banco Millennium BCP (1991-2001); presidente do Conselho de Administração e da Comissão Excutiva da seguradora Eureko (1999-2001); presidente do Conselho de Administração da gestora de fundos Foreign & Colonial Investment Trust (1999-2001); vice-presidente do Conselho de Administração da Lusotur (2003-2008); CEO da EDP (2003-2006) e vice-presidente da Hidrocantábrica (2005-2006); fundador e presidente da Magnum Capital (2006-)
No setor público, foi-lhe confiada a tarefa de extinção do Instituto de Participações do Estado (IPE), sociedade estatal de Investimentos e Participações Empresariais (2002) e liderou um projecto de reestruturação da estratégia nacional de energia (2003).
Exerceu ainda funções como vice-presidente da Direcção da Associação Portuguesa de Seguros (1995-1999), de presidente da Direcção do Instituto Português de Corporate Governance (2007-2010), e foi membro do Corporate Finance Standing Committee da ESMA - Regulador europeu do mercado de capitais (2010-2013).
É membro da Academia de Engenharia.

### Condecoração
Foi agraciado ao mesmo tempo que seu pai com o grau de Grande-Oficial da Ordem do Mérito a 17 de Janeiro de 2006.
Foi-lhe atribuída a medalha de Mérito Municipal, Grau Ouro, da Cidade de Sintra (2017)

## Família
É o filho mais velho do também engenheiro João Augusto Sanguinetti da Costa Carvalho Talone, que usa o título de 5.º Visconde de Ribamar, Grã-Cruz da Ordem Civil do Mérito Agrícola, Industrial e Comercial Classe Industrial a 17 de Janeiro de 2006, duas vezes de ascendência Italiana e de ascendência Alemã, e de sua mulher Maria Teresa Arantes Pedroso Ramalho.
Casou primeira vez em Sintra, Queluz, a 6 de Abril de 1974 com Maria da Graça Gonzalez Rocheta (Moçambique, 11 de Novembro de 1953), de ascendência Espanhola, de quem se divorciou e de quem tem duas filhas: 
- Madalena Rocheta de Carvalho Talone (Lisboa, São Jorge de Arroios, 2 de Abril de 1976), casada e com geração
- Mariana Rocheta de Carvalho Talone (Lisboa, São Jorge de Arroios, 9 de Abril de 1981)

Casou segunda vez em Madrid a 8 de Novembro de 2007 com María Luz Torrico Peña, Espanhola, de quem tem uma filha: 
- Maria Torrico da Costa Carvalho Talone (Lisboa, 15 de Janeiro de 2009)